# Kamuu Dan Wapichana
Kamuu Dan Wapichana é um educador e escritor brasileiro, de etnia wapichana. Em 2017, foi o vencedor do 14º Concurso FNLIJ/UKA Tamoios de Textos de Escritores Indígenas, com o livro "O sopro da vida". Em 2015, já havia conquistado um segundo lugar na 12ª edição do mesmo concurso, com o conto "A árvore dos sonhos".

## Biografia
Nascido em Boa Vista, Roraima, Kamuu Dan Wapichana é servidor da FUNAI desde a década de 1990. Além disso, atua como educador social em escolas de Brasília, onde reside, promovendo a educação ambiental. Segundo o escritor:
As pessoas não estão percebendo este contexto que está ocorrendo. O nosso mundo começa a entrar em colapso por conta do tema ambiental, que é o que eu trago pras crianças, pras elas começarem a perceber isso e tratarem bem as sementes, porque só com as sementes vamos ter floresta. E tem que ser agora, tem que ser urgente.

## Obras
- Sopro da Vida - Putakaryy Kakykary (2018)
- Makunaimã taani – Presente de Makunaimã (2020)